# Giulietta Simionato
Giulietta Simionato (Forlì, Emilia-Romana, Italia, 12 de mayo de 1910 - Roma, 5 de mayo de 2010)  fue una mezzosoprano dramática italiana. Está considerada una de las grandes voces de la ópera de postguerra y más reconocidas del siglo XX. Su carrera se extendió desde los años 1930 hasta 1966. 
Simionato fue muy admirada por su canto vibrante en un repertorio amplio, sobresaliendo en roles dramáticos y cómicos, líricos y pesados. En la línea de las grandes mezzosopranos italianas fue la sucesora de Ebe Stignani y la predecesora de Fiorenza Cossotto.

## Trayectoria
De madre sarda y padre veneciano, Simionato nació en Forli pero creció en la isla de Cerdeña. Estudió en Rovigo y Padua e hizo su debut operístico en Montagnana en 1928 en la comedia musical Nina non far la stupida. Los primeros quince años de su carrera fueron frustrantes y sólo obtuvo papeles pequeños, sin embargo comenzó a llamar la atención a finales de los años 1940 y ya en el final de su carrera era considerada como una de las más respetadas cantantes de su generación.
Ganó el concurso de Florencia en 1933 donde el maestro Tullio Serafin la recomendó para La Scala. Su fama se acrecentó en 1945 como Dorabella en Cosí fan tutte de Mozart en Génova y París pero su consagración llegó como Mignon en Génova con Gianandrea Gavazzeni, éxito que repitió en La Scala en 1947, donde había debutado en febrero de 1936, pero como no era miembro del partido fascista no se le otorgaron papeles importantes.
Fue solicitada por los mejores teatros de ópera del mundo, trabajaba con los directores musicales más importantes y tuvo especial empatía con las dos sopranos más destacadas y famosas de la época, Maria Callas y Renata Tebaldi, y fue admirada tanto por colegas como por el público por su calidad, sentido del humor y profesionalismo.
Compartió el escenario del Palacio de Bellas Artes con María Callas en 1950, juntas como Aida y su rival Amneris, y como Adalgisa de Norma de Bellini, éxito que repitieron en Covent Garden en 1953 (donde la debutante Joan Sutherland cantó el pequeño rol de Clotilde), en La Scala en diciembre de 1955 junto a Mario del Monaco, y en París en 1965 durante las últimas representaciones de Callas en el rol.
En 1957 fueron las protagonistas en la representación de Anna Bolena de Donizetti dirigida por Luchino Visconti, uno de los mayores éxitos de La Scala.
En 1953 debutó en la Covent Garden, donde también se presentó regularmente entre 1963 y 1965.
En 1959 debutó en la Ópera del Metropolitan de Nueva York. También cantó en el Festival de Edimburgo (1947), en la  Ópera de San Francisco (1953), el Teatro Nacional São Carlos (1954), la  Ópera Lírica de Chicago (1954-61), el Liceo de Barcelona, Ópera del Estado de Viena (desde 1956). En el Festival de Salzburgo, dirigida por Herbert von Karajan, cantó en Il trovatore junto a Franco Corelli y Leontyne Price en 1962.
El extenso repertorio de Simionato incluyó Rosina y Cenerentola, Charlotte, Dalila, Octaviano en El caballero de la rosa, Tancredi, Marfa, Marina, Donna Evira, Cherubino, Orfeo, Dulcinea, Ifigenia, Cornelia, Judith, Dido en Les Troyens, Carmen y Valentin de Los Hugonotes en el clamoroso revival de La Scala 1962 junto a Joan Sutherland, Ganzarolli, Nicolai Ghiaurov y Fiorenza Cossotto
Destacó en el repertorio verdiano como Amneris, Eboli y Azucena, además de una memorable Santuzza.
También fue grabada en numerosas ocasiones, en audio y vídeo. Existen filmadas funciones de Aida, Carmen y Cavalleria Rusticana
Se retiró en el 1 de febrero de 1966 cantando en La clemenza di Tito de Mozart como Servilia, en plenitud vocal, para casarse con el médico Cesare Frugoni (1881-1978) con quien no pudo contraer nupcias debido a que no existía el divorcio en Italia. Cando Frugoni enviudó, se casaron privadamente el 18 de noviembre de 1965, dos meses antes del día del retiro de la cantante, al cumplirse 30 años de su debut scaligero, cuando Frugoni tenía 84 años.
Anteriormente Simionato estuvo casada con un violinista de la Scala. Cuando Frugoni murió, a los 96 años, Simionato se casó por tercera vez.
La rivalidad con su contemporánea, la mezzo Fedora Barbieri queda testimoniada en varias entrevistas
Ejerció la docencia y varias posiciones gerenciales, como por ejemplo la Casa Verdi de Milán, ciudad en la que vivió y en la que concedía frecuentes entrevistas
Como curiosidad vale destacar que en tres décadas de carrera sólo canceló tres veces. y que para retirarse eligió el papel más pequeño de la ópera (Servilia). Sus palabras fueron “Soy demasiado emocional para soportar un retiro oficial, por eso quiero hacerlo con el papel más pequeño; entré al mundo de la ópera por la puerta chica y así me quiero ir.”
Falleció en su casa de Roma el 5 de mayo de 2010, una semana antes de cumplir los cien años.

## Discografía selecta
- Aida - 1950 - Mexico City, Palacio de Bellas Artes - Callas, Baum, Weede, Moscona, Ruffino, Sagarminaga; Picco. 
  - 1953 - Covent Garden - Callas, Baum, Neri, Walters; Barbirolli.
  - 1956 - La Scala - Stella, Di Stefano, Gg. Guelfi, Dondi, Zaccaria; Votto.
  - 1959 - DECCA - Tebaldi, Bergonzi, MacNeil, Corena; Karajan.[14]
  - 1960 - La Scala - Nilsson, Miranda Ferraro, Ghiaurov, Zaccaria, MacNeil, Ferrin; Sanzogno.
  - 1961 - Tokyo, Metropolitan Hall - Tucci, Del Monaco, Protti, Washington; Capuana.
  - 1962 - Metropolitan Opera- Tucci, Konya, Merrill, Siepe; Santi.
  - 1963 - Viena - L. Price, Usunov, Bastianini, Kreppel; Von Matacic.
  - 1964 - Covent Garden - Vishnevskaya, Vickers, Shaw/Glossop, Robinson; Balkwil.
- Anna Bolena - 1957 - La Scala - Callas, Rossi Lemeni, Raimondi; Gavazzeni.
  - 1958 - Milan, RAI - Gencer, Bertocci, Clabassi, Rota; Gavazzeni.
- Cavalleria Rusticana - 1940 VICTOR (Mamma Lucia) - Bruna Rasa, Gigli, Bechi, Marcucci; Mascagni.
  - 1952 CETRA - Braschi, Tagliabue, Cadoni; Basile.
  - 1960 DECCA - Del Monaco, MacNeil, Satre; Serafin.
  - 1950 - Palacio de Bellas Artes - Filippeschi, Morelli, De Los Santos; Mugani.
  - 1955 - La Scala, Milan - Di Stefano, G. Guelfi, Beggiato; Votto.
  - 1961 - Metropolitan Hall, Tokyo - Lo Forse, D'Orazi, Di Stasio; Morelli.
  - 1963 - La Scala - Corelli, G. Guelfi, Carturan, Allegri; Gavazzeni.
- Cosi fan tutte - 1949 - Grand Theatre, Geneva - Danco, De Luca, Cortis, Morel, Stabile; Bohm.
- Don Carlo - 1958 - Salzburg Festival - Jurinac, Ferandi, Bastianini, Zaccaria, Schmidt, Stefanoni, Karajan.
  - 1960 - Chicago Lyric Opera - Roberti, Tucker, Gobbi, Christoff, Mazzoli, Votto.
- Falstaff - 1964 DECCA Evans, Ligabue, Freni, Kraus, Elias, Merril; Solti.
  - 1957 - Salzburg Festival - Gobbi, Schwartzkopf, Panerai, Moffo, Alva; Karajan.
  - 1958 - Chicago - Gobbi, Tebaldi, MacNeil, Moffo, Canali; Serafin.
- Il Trovatore - 1956 DECCA - Tebaldi, Del Monaco, Tozzi; Erede.
  - 1964 EMI - Tucci, Corelli, Merrill; Schippers.
  - 1950 - México, Palacio de Bellas Artes - Callas, Baum, Warren; Picco.
  - 1950 - México, Palacio de Bellas Artes - Callas, Baum, Petroff; Picco.
  - 1960 - Metropolitan - Stella, Bergonzi, Bastianini; Cleva.
  - 1962 - Salzburg Festival - L. Price, Corelli, Bastianini, Zaccaria; Karajan.
  - 1963 - Salzburg Festival - MacCracken, L. Price, Bastianini, Zaccaria; Karajan.
  - 1963 - Tokyo Metropolitan Hall - Stella, Bastianini, Limarilli; De Fabritiis.
  - 1964 - Bolshoi Theatre - Tucci, Bergonzi, Cappuccilli, Vinco, Gavazzeni.
  - 1964 - Covent Garden - Jones, Prevedi, Glossop; Giulini.
- Il barbiere di Siviglia - 1956 DECCA Misciano, Bastianini, Corena, Siepi, Cavallari; Erede.
- La Cenerentola -1963 DECCA - Benelli, Bruscantini, Montarsolo, Foiani, Carral, Truccato Pace; De Fabritiis.
- L'Italiana in Algeri -1954 DECCA Valletti, Petri, Cortis, Sciutti, Campi; Giulini.
- La Favorita - 1955 - DECCA - Poggi, Bastianini, Hines; Erede.
- La Gioconda - 1957 DECCA - Cerquetti, Del Monaco, Bastianini, Siepi; Gavazzeni.
- Semiramide - 1962 - La Scala - Sutherland, Ganzarolli, G. Raimondi, Mazzoli; Santini.
- Mignon -1949 - Palacio de Bellas Artes, México - Di Stefano, Siepi, Guajardo; Picco.
- Suor Angelica -DECCA 1962 - Tebaldi; Gardelli.
- Orfeo y Euridice - 1959 - Salzburg Festival - Sciutti, Jurinac; Karajan.
- Les Troyens (I Troiani), La Scala - Del Monaco, Cossotto, Rankin, Zaccaria, Ferrin; Kubelik, 1960.
- Gli Ugonoti - 1962 - La Scala - Corelli, Sutherland, Ganzarolli, Ghiaurov, Tozzi, Cossotto; Gavazzeni.
- I Capuletti ed I Montecchi - 1958 - New York, Carnegie Hall - Hurley, Cassily, Flagello; Gamson.
- Norma - 1950 - Mexico City, Palacio de Bellas Artes - Callas, Baum, Moscona, De los Santo; Picco.
  - 1955 - La Scala - Callas, Del Monaco, Zaccaria, Zampieri; Votto.
  - 1965 - La Scala - Gencer, Prevedi, Zaccaria, De Palma; Gavazzeni.
- Carmen - 1955 - La Scala - Di Stefano, Roux, Carteri, Modesti, Sciutti; Karajan.
  - 1961 - Verona - Corelli, Bastianini, Scotto; Molinari Pradelli.
  - 1959 - Takarazuka Theatre, Tokyo - Del Monaco, Colombo, Tucci; Verchi.
- Medea - 1961 - La Scala - Callas, Vickers, Ghiaurov, Tossini/Rizzoli; Schippers.
- Adriana Lecouvreur - 1961 DECCA - Tebaldi, Del Monaco, Fioravanti; Capuana.
  - 1959 - Napoles, Teatro San Carlo - Olivero, Corelli, Bastianini; Rossi.
- Un Ballo in Maschera - DECCA 1961 - Nilsson, Bergonzi, MacNeil, Stahlman, Corena; Solti.
  - 1957 - La Scala - Callas, Di Stefano, Bastianini, Cassinelli, Stefanoni; Gavazzeni.
- Werther -1951 - La Scala - Tagliavini, Dora Gatta, Orlandini, Bruscantini; Capuana.